# Magdalena Łaska
 Magdalena Łaska  (ur. 16 listopada 1987 w Warszawie) – polska aktorka filmowa i teatralna.

## Życiorys
W 2010 ukończyła studia na Wydziale Aktorskim PWSFTviT w Łodzi.
Występuje na deskach Teatru Polskiego im. Hieronima Konieczki w Bydgoszczy, m.in. w spektaklach Słowacki. 5 dramatów. Rekonstrukcja historyczna (Mazepa, Sen srebrny Salomei, Ksiądz Marek, Horsztyński, Kordian) i Mickiewicz. Dziady. Performance Pawła Wodzińskiego oraz jako Polly w Opera za trzy grosze w reżyserii Pawła Łysaka.
W 2010 otrzymała nagrodę firmy Opus Film dla „Najbardziej Obiektyw-nej aktorki” na XXVIII Festiwalu Szkół Teatralnych w Łodzi.
Wystąpiła w słuchowisku Somosierra – nagrodzonym Grand Prix na XI Festiwalu Dwa Teatry w Sopocie (2011).

## Filmografia[1]
- 2008–2009: BrzydUla – modelka Pati
- 2010: Hotel 52 – biegaczka Magda (odc. 20)
- 2010–2011: Na dobre i na złe – pielęgniarka Ola Marzec (odc. 419-421, 430, 431, 435, 444, 447, 456)
- 2010: Trzy uściski dłoni – modelka Kama
- 2011: Jak się pozbyć cellulitu – młoda mniszka
- 2011: Wiadomości z drugiej ręki – Agata Rusek
- 2012: Ja to mam szczęście – Lidia (odc. 19)
- 2012: Prawo Agaty – Paulina Czerwińska, wspólniczka Joanny (odc. 3)
- 2012–2013: Wszystko przed nami – Ola Szawarska
- 2012: Komisarz Alex – Anna Lenart (odc. 17)
- 2012: Czas honoru – Mira Darska (odc. 58)
- 2013: M jak miłość – aktorka w teatrze
- 2014: Karuzela – koleżanka Magdy
- 2015–2016: Singielka – Asia, koleżanka Roberta (odc. 77, 102, 112)
- 2018: Studniówk@ – Ada, siostra Agnieszki
- 2018: Barwy szczęścia – Karolina Dobroń, właścicielka agencji modelek